# Ride Blue Divide
Ride blue divide, musikalbum av Sniff 'n' the Tears utgivet 1982. Albumet är producerat av Sniff 'n' the Tears.

## Låtlista
1. The hand of fate
2. Hungry eyes
3. Company man
4. Roll the weight away
5. Like wildfire
6. Trouble is my business
7. You may find your heart
8. Gold
9. Ride blue divide

Samtliga låtar är skrivna av Paul Roberts

## Medverkande
- Nick South - Bas
- Les Davidson - Gitarr
- Paul Roberts - Sång
- Mike Taylor - Keyboards
- Jamie Lane - Trummor
- Stevie Lange, Martin Jay - Bakgrundssång
- Julian Diggle - Congas
- Dick Morrissey - Saxofon
- Martin Drover - Trumpet
- Derek Wadsworth - Trombon
- Lew Lewis - Munspel